# Primm
Primm ist eine Siedlung auf gemeindefreiem Gebiet (Unincorporated Area) im Clark County im US-Bundesstaat Nevada. Primm liegt an der Interstate 15 und ist der Grenzort zwischen Nevada und Kalifornien. 

## Beschreibung
Aufgrund der Lage in der Mojave-Wüste werden hier im Sommer Temperaturen bis 45 °C erreicht.

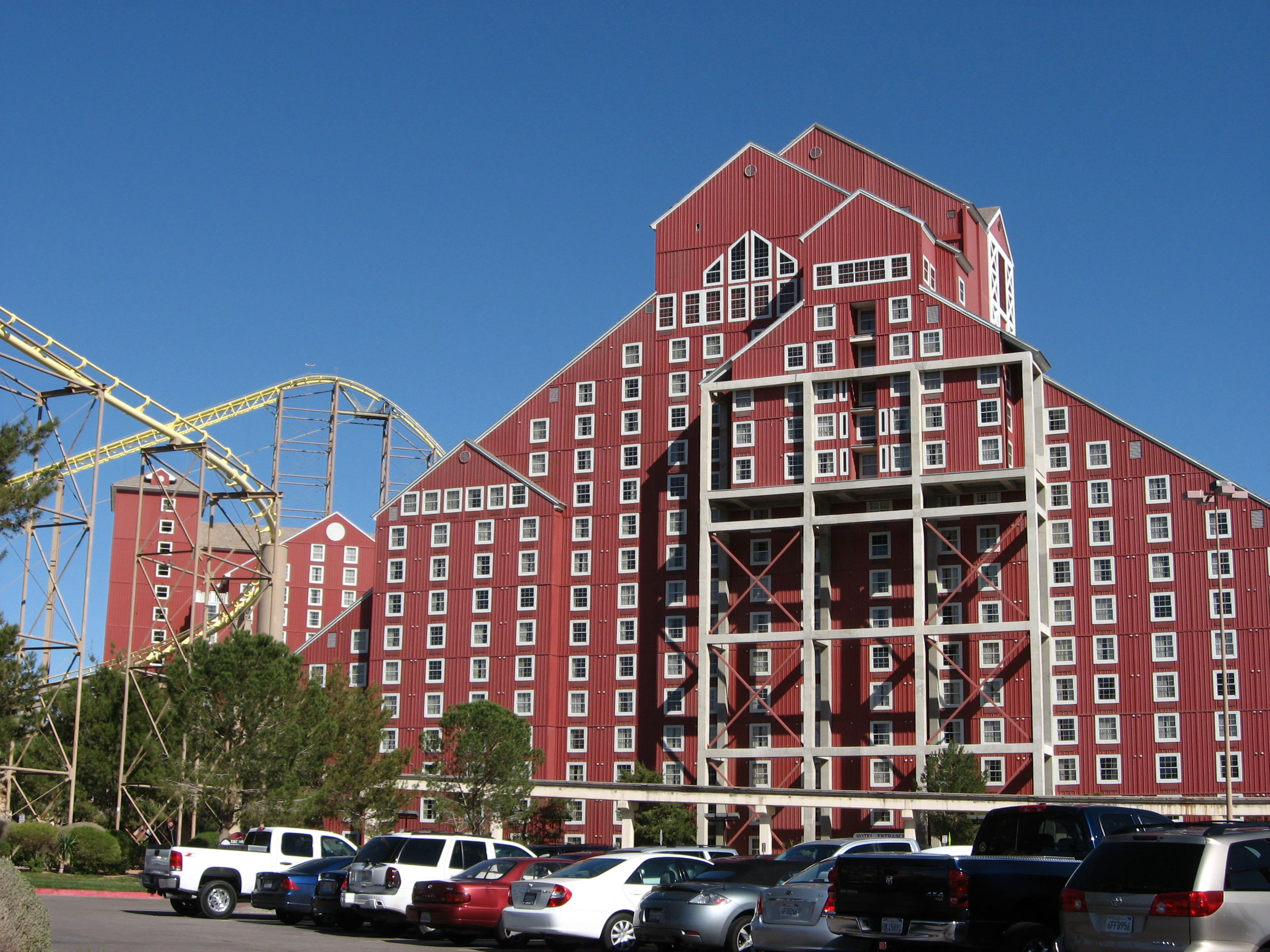
Buffalo Bill’s Casino

Primm besteht aus drei Hotels mit Casinos und einem Fashion-Outletcenter. Für Touristen nach oder von Las Vegas ist hier die Möglichkeit zum Glücksspiel gegeben. Las Vegas liegt rund 70 Kilometer nördlich.
Eine international bekannte Attraktion von Primm ist die Achterbahn Desperado des Buffalo Bill’s Resort & Casino. Die Bahn ist 69 m hoch, 1781 m lang, bis zu 128 km/h schnell und erreicht Beschleunigungen von 4 g. Bis 1996 war Desperado die höchste Achterbahn der Welt.
1997 fand der World’s-Strongest-Man-Wettbewerb in Primm statt.
Primm war 2004 als Zielort der ersten DARPA Grand Challenge vorgesehen. Keiner der Teilnehmer erreichte jedoch das Ziel. Ein Jahr später war der Ort Start und Ziel des nächsten Wettbewerbs der Grand Challenge 2005. Diesmal absolvierten fünf Teams erfolgreich den rund 210 km (130 Meilen) langen Kurs durch die Wüste und über eine Bergkette.

## Videospiel
Primm kommt mit seiner berühmten Achterbahn Desperado im Videospiel Fallout: New Vegas vor.